# دکتر سیوانا
دکتر تادئوس بوداگ سیوانا (به انگلیسی: Doctor Sivana) یک شخصیت خیالی ابرشرور در کتاب‌های کامیک آمریکایی منتشر شده توسط دی‌سی کامیکس است. این شخصیت توسط بیل پارکر و سی. سی. بک به عنوان دشمن شخصیت ابرقهرمان کاپیتان مارول خلق شده‌است؛ و برای اولین بار در شمارهٔ ۲ مجموعه کمیک ویز کامیکس (فوریه ۱۹۴۰) از انتشارات فاست کامیکس حضور پیدا کرد. بر طبق گفته‌های بک، بیل پارکر نام سیوانا را از ترکیب نام ایزد آئین هندو شیوا، با کلمه نیروانا گرفته است.
مارک استرانگ نقش این شخصیت را در فیلم شزم! (۲۰۱۹) به کارگردانی دیوید اف. سندبرگ ایفا کرده است. این اولین حضور رسمی این شخصیت در یک فیلم سینمایی محسوب می‌شود.